# Cliff Curtis
Clifford Vivian Devon Curtis (ur. 27 lipca 1968 w Rotorua) – nowozelandzki aktor filmowy, teatralny i telewizyjny, także producent filmowy.

## Życiorys
Urodził się w Rotorua na Wyspie Północnej w Nowej Zelandii w rodzinie pochodzenia maoryskiego jako jedno z dziewięciorga dzieci. Jego matka była tancerką amatorką. Trenował tradycyjne maoryskie style walki. Występował jako tancerz breakdance, a następnie rywalizował w konkursach tańca rock and rolla. Ukończył Western Heights High School w Rotorua. Uczęszczał do nowozelandzkiej szkoły teatralnej w Wellington, a następnie studiował w prestiżowej Teatro Dimitri Scoula w Szwajcarii.
Zadebiutował na ekranie w melodramacie Jane Campion Fortepian (1993) z Holly Hunter, Harveyem Keitelem i Samem Neillem. Grywał w przedstawieniach takich jak Makbet, Wiśniowy sad, Wesołe kumoszki z Windsoru i Porgy and Bess. Był również producentem nowozelandzkich filmów w reżyserii Taiki Waititiego – komedii romantycznej Orzeł kontra rekin (Eagle vs Shark, 2007) z Jemaine Clementem i nowozelandzkiego komediodramatu Boy (2010) z Paną Hemą Taylorem. Wystąpił w dramacie imigracyjnym Przeprawa (Crossing Over, 2008) u boku Harrisona Forda i Seana Penna i zagrał ważną rolą drugoplanową w filmie sensacyjno-przygodowym Rolanda Emmericha 10 000 BC: Prehistoryczna legenda (2008).
Ożenił się 31 grudnia 2009.

## Filmografia

### Filmy fabularne
- 1993: Drastyczne środki (Desperate Remedies) jako Fraser
- 1993: Fortepian (The Piano) jako Mana
- 1994: Herkules w królestwie podziemi (Hercules in the Underworld, TV) jako Nessus
- 1994: Tylko instynkt (Once Were Warriors) jako Bully
- 1994: Rapa Nui jako Krótkouchy
- 1996: Chicken jako Zeke
- 1998: Śmiertelny rejs (Deep Rising) jako Mamooli
- 1998: Sześć dni, siedem nocy (Six Days Seven Nights) jako Kip
- 1998: The Chosen jako ojciec Tahere
- 1999: Informator (The Insider) jako szejk Fadlallah
- 1999: Złoto pustyni (Three Kings) jako Amir Abdullah
- 1999: Ciemna strona miasta (Bringing Out the Dead) jako Cy Coates
- 1999: Wirus (Virus) jako Hiko
- 2000: Jubilee jako Billy Williams
- 2001: Blow jako Escobar
- 2001: Dzień próby (Training Day) jako Smiley
- 2001: Majestic (The Majestic) jako Zły, ale przystojny książę Khalid
- 2002: Na własną rękę (Collateral Damage) jako Claudio Perrini
- 2002: Jeździec wielorybów (Whale Rider) jako Porourangi
- 2002: Punkt zapalny (Point of Origin) jako Mike Camello
- 2003: Ława przysięgłych (Runaway Jury) jako Frank Herrera
- 2004: Spooked jako Mort Whitman
- 2004: Fracture jako inspektor Franklin
- 2004: Heinous Crime jako Dostawca pizzy
- 2005: River Queen jako Wiremu
- 2005: The Pool jako mąż
- 2006: Źródło (The Fountain) jako kapitan Ariel
- 2007: W stronę słońca (Sunshine) jako Searle
- 2007: Słaby punkt (Fracture) jako detektyw Flores
- 2007: Szklana pułapka 4.0 (Live Free or Die Hard) jako Bowman
- 2008: 10 000 BC: Prehistoryczna legenda (10.000 B.C.) jako Tic'Tic
- 2009: Przeprawa (Crossing Over) jako Hamid Baraheri
- 2009: Push jako Hook
- 2010: Ostatni władca wiatru (The Last Airbender) jako lord ognia Ozai
- 2011: Colombiana jako Emilio Restrepo
- 2012: Tysiąc słów (A Thousand Words) jako dr Sinja
- 2014: Czarny koń (The Dark Horse) jako Genesis
- 2015: Ostatni rycerze (Last Knights) jako porucznik Cortez
- 2016: Zmartwychwstały (Risen) jako Jezus Chrystus
- 2018: Meg jako James “Mac” Mackreides
- 2019: Szybcy i wściekli: Hobbs i Shaw (Fast & Furious Presents: Hobbs & Shaw) jako Jonah Hobbs
- 2021: Murena (Murina) jako Javier
- 2022: Avatar: Istota wody (Avatar: The Way of Water) jako Tonowari
- 2023: Siła ducha (True Spirit) jako Ben Bryant
- 2023: Meg 2: Głębia (Meg 2: The Trench) jako Mac

### Seriale TV
- 1991: Under Cover jako Zip
- 1995: Tajemnicza wyspa (Mysterious Island) jako Peter
- 1996: City Life jako Daniel Freeman
- 2004: Przemyt (Traffic) jako Adam Kadyrov
- 2009–2010: Trauma jako Reuben „Rabbit” Palchuk
- 2011: Anatomia prawdy jako agent FBI Derek Ames
- 2012: Missing: Zaginiony (Missing) jako agent Dax Miller
- 2014: Piętno gangu jako Javier Acosta
- 2015–2017: Fear the Walking Dead jako Travis Manawa